# Notophryxus lobatus
Notophryxus lobatus är en kräftdjursart som beskrevs av Pillai 1964. Notophryxus lobatus ingår i släktet Notophryxus och familjen Dajidae. Inga underarter finns listade i Catalogue of Life.